# Mastixia microcarpa
Mastixia microcarpa är en kornellväxtart som beskrevs av Yeh Ching Liu och H.Peng. Mastixia microcarpa ingår i släktet Mastixia och familjen kornellväxter. Inga underarter finns listade i Catalogue of Life.